# Paleotragus
Paleotragus – wymarły rodzaj ssaków z rodziny żyrafowatych, występujący w Afryce w miocenie.

## Nazwa
Nazwa rodzajowa oznacza "dawną antylopę".

## Opis
Przypominało duże, prymitywne okapi leśne.

## Gatunki
- P. primaevus – gatunek starszy, z wczesnego miocenu, nie posiadało rożków na głowie
- P. germaini – gatunek młodszy, z późnego miocenu, posiadało parę rożków na głowie, wyglądało jak okapi o wzroście 3m